# معركة داماساك
معركة داماساك وقعت في 18 مارس 2015 عندما هاجمت الجيوش النيجيرية والتشادية بوكو حرام في مدينة داماساك النيجيرية. تم طرد جماعة بوكو حرام من المدينة بعد أقل من يوم من القتال العنيف. تمت السيطرة على داماساك في 24 نوفمبر 2014 من قبل بوكو حرام وكانت تحت سيطرتهم حتى قبل هذه المعركة. بحلول الوقت الذي تمت فيه استعادة المدينة كانت معظم المدينة مهجورة. وكان المدنيون الباقون كبارًا في السن أو مرضى لدرجة لا تسمح لهم بالمغادرة. بعد المعركة أقام الجنود التشاديون معسكرات خارج البلدة ووصلت طائرتان هليكوبتر تشاديتان مع المؤن.
في 20 مارس، أي بعد يومين من المعركة اكتشف الجنود النيجيريون والتشاديون مقبرة جماعية لأكثر من 90 شخصًا تحت الجسر في ضواحي المدينة. تم تحنيط جثث المدنيين جزئيًا بواسطة هواء الصحراء، مما يوحي بأن المجزرة حدثت منذ فترة.